# Поуп, Уильям Генри
Уильям Генри Поуп (29 мая 1825, Bedeque, Остров Принца Эдуарда — 7 октября 1879, St Eleanors, Остров Принца Эдуарда, Канада) — канадский политик. Является одним из отцов канадской конфедерации — принимал участие в Шарлоттаунской и Квебекской конференциях, предваряющих её образование.

## Биография
Уильям Генри Поуп родился в семье Джозефа Поупа и Люси Колледж. Его отец иммигрировал из Англии в 1819 году, он был значимой фигурой на острове, занимался политикой и судостроительством. После окончания школы на острове Уильям Генри Поуп продолжил обучение на родине отца, а затем продолжил обучение в офисе Эдварда Палмера в Шарлоттауне. В 1847 году он стал членом гильдии. Поуп был земельным агентом до 1859 года, а связи отца привлекли к нему выгодных клиентов, а также крупные скандалы.
Поуп был редактором газеты Islander (Островитянин) с 1859 по 1872 годы.
Поуп женился в 1851 году на Хелен Десбрисей. У них было два сына и шесть дочерей.
Проживал до 1873 года в собственном поместье «Ардгоуэн» (сегодня — Национальная историческая достопримечательность Канада).

## Политическая карьера
В 1850-х Уильям Генри Поуп со своим младшим братом, Джеймсом Колледжем Поупом, стали активными членами оппозиционой консервативной партии. После ухода в отставку правительства Джорджа Коулса в 1859 году Поуп стал членом исполнительного совета, а его младший брат — секретарём колонии. В 1863 году Поуп стал членом законодательного собрания. Он был сторонником объединения Канады, включая Остров Принца Эдуарда, что делало его непопулярным в колонии.
Тем не менее, в 1873 году остров вошёл в состав Канадской конфедерации. Его первым премьер-министром стал Джеймс Колледж Поуп, а сам Уильям Генри Поуп стал судьёй в графстве Принс.